# Xaniona margineguttata
Xaniona margineguttata är en insektsart som först beskrevs av Lethierry 1884.  Xaniona margineguttata ingår i släktet Xaniona och familjen dvärgstritar. Inga underarter finns listade i Catalogue of Life.